# Lyford, Texas
Lyford är en ort i Willacy County i delstaten Texas, USA.